# Синдром Вольфа — Паркінсона — Вайта

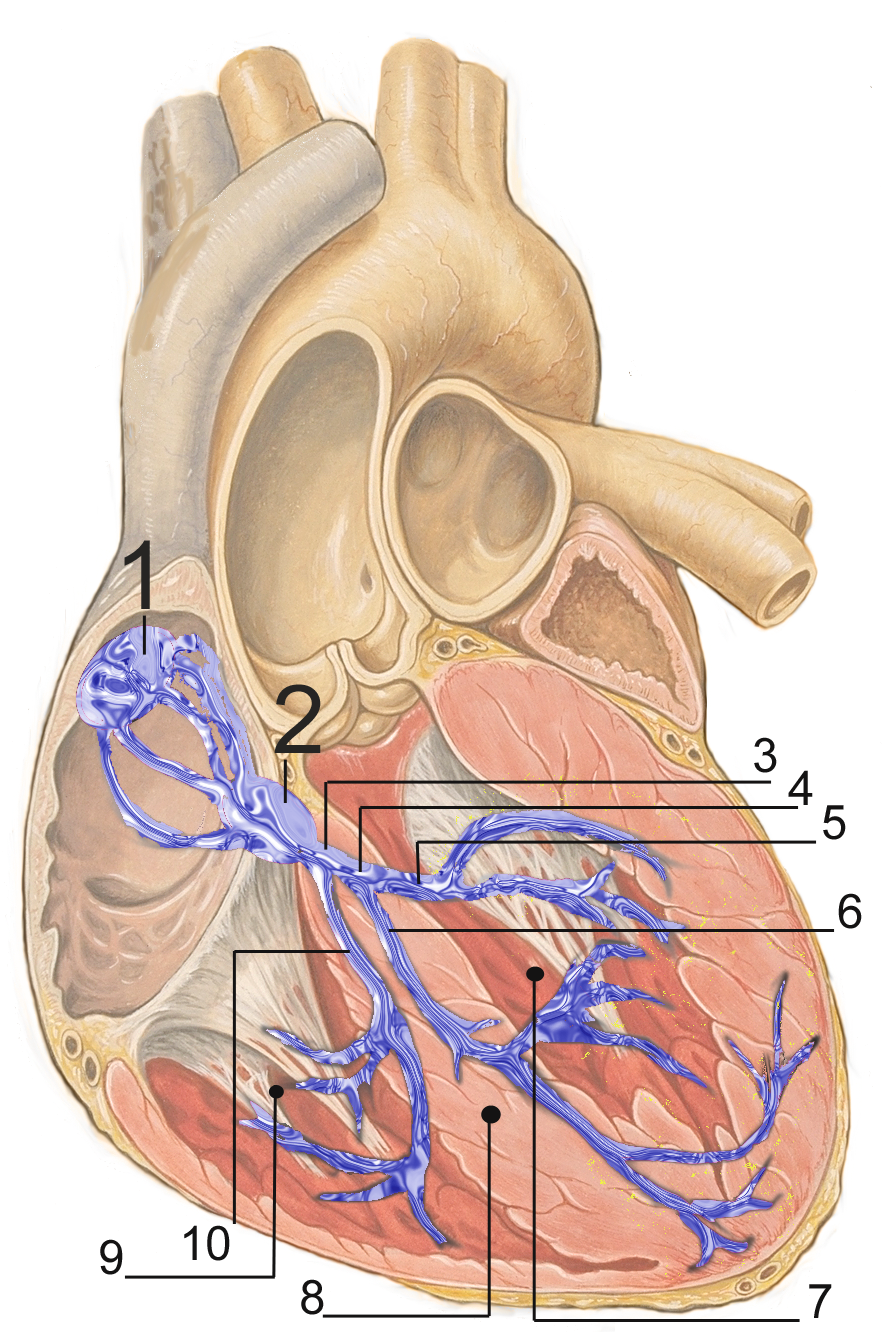
Схема провідної системи серця:
1. Синоатріальний вузол
2. Атріовентрикулярний вузол
3. Пучок Гіса
4. Ліва ніжка пучка Гіса
5. Задня гілка лівої ніжки пучка Гіса
6. Передня гілка лівої ніжки пучка Гіса
7. Лівий шлуночок
8. Міжпередсердна перетинка
9. Правий шлуночок
10.Права ніжка пучка Гіса

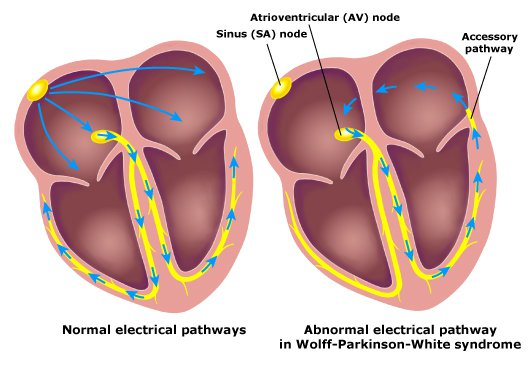
Графічне зображення провідності серця в нормі та при наявності пучка Кента при синдромі WPW

Синдром Вольфа—Паркінсона—Вайта (синдром WPW) — це синдром передчасного збудження шлуночків по додатковому (аномальному) шляху проведення імпульсів, а також виникненням надшлуночкових тахіаритмій по типу re-entry. Уперше цей синдром описаний у 1930 році групою американських кардіологів — Льюїсом Вольфом, Джоном Паркінсоном та Полом Вайтом, за прізвищами яких він і отримав свою назву (скорочена назва синдром WPW походить від перших букв англомовного написання першовідкривачів синдрому).

## Епідеміологія
Синдром WPW не належить до рідкісних порушень провідності серця, та за даними зарубіжних кардіологів, зустрічається у 0,1—0,3 % від загальної популяції, деякі російські джерела подають цифру 0,01—0,3 %, згідно даних українських дослідників, синдром передчасного збудження шлуночків виявляється у 0,2—3 % осіб, які пройшли електрокардіографічне обстеження. У переважній більшості випадків синдром WPW уперше діагностується в молодому віці (10—20 років), часто також діагностується цей синдром у дітей до 1 року (часто із спонтанним виздоровленням), у осіб старшого віку синдром WPW діагностується значно рідше. Частіше синдром WPW діагностується в осіб із вродженими вадами серця (особливо аномалією Ебштейна, іноді пролапс мітрального клапана, дефект міжпередсердної перетинки, дефект міжшлуночкової перетинки, тетрада Фалло, при ідіопатичному гіпертрофічному субаортальному стенозі), у цьому випадку частота виявлення цього синдрому в загальній популяції зростає до 0,5 %. У родичів осіб із діагностованим синдромом WPW частота реєстрації синдромів аномального проведення серцевого імпульсу зростає до 0,55 %. Часто синдром WPW поєднується із синдромом Марфана, а також із синдромом Елерса-Данло. Іноді синдром WPW асоціюється із спадковою оптичною нейропатією Лебера — одним із мітохондріальних захворювань. Серед набутих захворювань синдром WPW може бути наслідком хронічної ішемічної хвороби серця, інфаркту міокарду, міокардитів та ревматизму. Синдром WPW частіше спостерігається у чоловіків із приблизним співвідношенням поширеності синдрому в чоловіків до жінок 3:2. Серед усіх надшлуночкових тахікардій частота аритмій, причиною яких є додаткові шляхи проведення серцевого імпульсу, складає 54–75 %, зокрема пароксизмальна атріовентрикулярна реципроктна тахікардія при маніфестуючому синдромі WPW складає 39,4 %, а із прихованимими ретроградними додатковими шляхами проведення — 24,1 %. Частота виникнення раптової зупинки серця у пацієнтів із синдромом WPW є дещо вищою, ніж у загальній популяції, та, за різними оцінками, складає від 0,15 до 0,39 %.

## Етіологія і патогенез

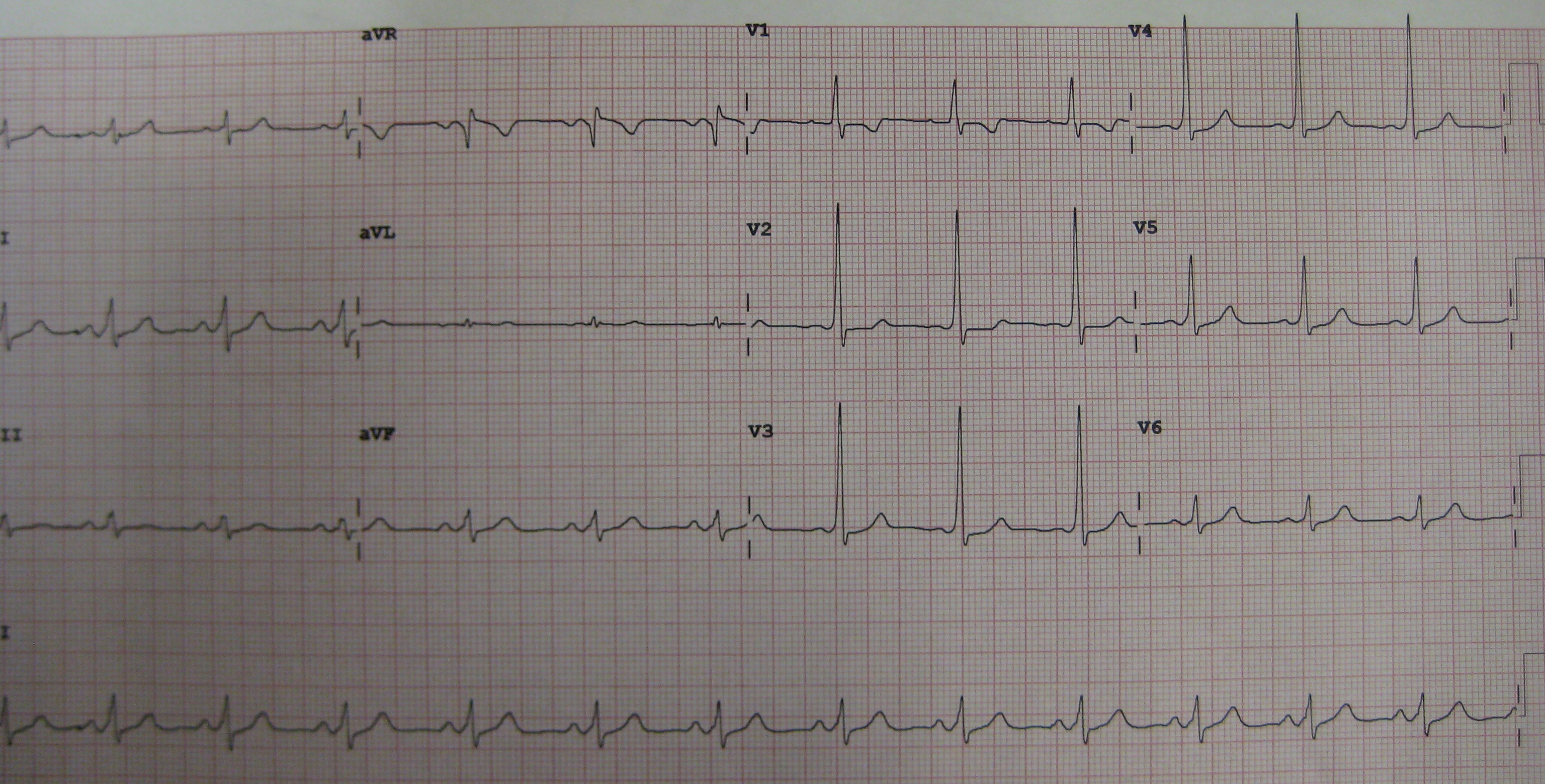
Електрокардіограма із записом 12 стандардартних відведень у пацієнта із синдромом WPW

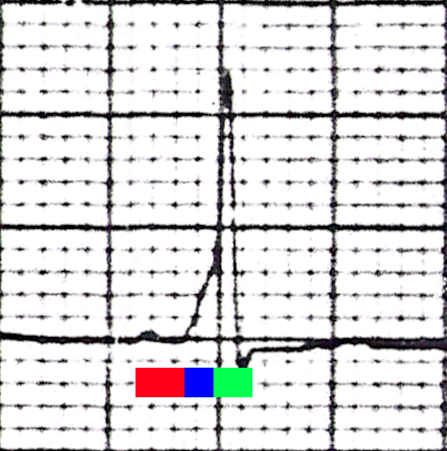
Запис одного скорочення серця на ЕКГ у відведенні V_{2} у пацієнта із синдромом WPW, на якому продемонстровані характерні ознаки синдрому: характерна дельта-хвиля (синій відрізок), вкорочений інтервал PR (червоний відрізок) та подовження тривалості комплекса QRS (синій+зелений відрізок).

Етіологічним чинником розвитку синдрому WPW є наявність у частини осіб вродженої аномалії провідної системи серця — наявність додаткового шляху проведення імпульсу між передсердями та шлуночками, який називається пучком Кента, та які проходять як справа, так і зліва від атріовентрикулярного вузла, а також неподалік від самого вузла та по бокових стінках правого і лівого шлуночків. Оскільки електричні імпульси, які призводять до збудження провідної системи серця, поширюються по додаткових шляхах проведення швидше, ніж по основних шляхах проведення імпульсу, то це призводить до того, що частина імпульсів досягають певної частини шлуночків раніше за імпульси, які проходять фізіологічним шляхом через атріовентрикулярний вузол. Це призводить до передчасного збудження частини міокарду шлуночків, яка розміщена біля входу додаткового шляху проведення у шлуночок, у той час, як інша частина міокарду збуджується пізніше. Наслідком цього є вкорочення інтервалу PQ (та взагалі інтервалу PR) на ЕКГ переважно до 0,08—0,11 секунди (рідше до 0,12—0,14 секунди, при комбінації прискорення проведення по кількох додаткових шляхів проведення), та поява деформації початкової частини комплексу QRS із появою на його початку характерної «зазубрини» або «сходинки», яку називають дельта-хвилею (δ-хвилею), а також подовження тривалості комплексу QRS до 0,10—0,13 секунди (за даними деяких дослідників, і до 0,12—0,15 секунди). Характерною особливістю змін на ЕКГ є також дискордантне зміщення сегменту ST та зубця T по відношенню до комплексу QRS. У багатьох випадках синдром WPW перебігає без будь-яких клінічних проявів, проте у більшості випадків (40—80 %) у хворих спостерігаються приступи надшлуночкової пароксизмальної тахікардії, іноді приступи фібриляції передсердь або миготливої аритмії, іноді також як передсердної, так і шлуночкової екстрасистолії. Механізм виникнення порушень ритму при синдромі Вольфа-Паркінсона-Вайта пов'язаний із циркуляцією патологічної хвилі збудження за типом re-entry, причому частіше пароксизмальна тахікардія із вузькими комплексами QRS виникає при ретроградному проведенні імпульсів (із шлуночків до передсердь) через пучок Кента, а при антеградному проведенні імпульсів (від пересердь до шлуночків) частіше спостерігається тахікардія із широкими та деформованими комплексами QRS. Частота виникнення фібриляції передсердь у хворих із синдромом WPW за деякими оцінками складає від 10 до 32 % випадків.

## Класифікація
Синдром WPW класифікується за формою розміщення та типом проявів на ЕКГ, а також за характером симптоматики.
За формою розміщення синдром WPW поділяється відносно розміщення пучка Кента на правобічний (проходить від правого передсердя до правого шлуночка), лівобічний (проходить від лівого передсердя до лівого шлуночка) та парасептальний (коли пучок Кента проходить поблизу перегородки серця).
За типом проявів на ЕКГ синдром WPW початково розподілявся на тип А, при якому передчасно збуджується лівий шлуночок, та тип В, при якому передчасно збуджується правий шлуночок. Пізніше також були виділені атипові варіанти синдрому WPW — типи АВ та С, пізніше виділений також дуже рідкісний підтип D синдрому WPW. Тип А синдрому WPW розподіляється натепер на два варіанти, які відрізняються напрямком дельта-хвилі на ЕКГ — варіант І, при якому шлуночковий комплекс на ЕКГ має форму RS, та варіант ІІ, при якому шлуночковий комплекс має форму QR.
За характером симптоматики синдром WPW розподіляється на:
- Маніфестуючий, при якому наявні характерні зміни на ЕКГ у стані спокою, та періодично спостерігаються приступи тахікардії або фібриляції передсердь[20][3][4];
- Прихований або латентний, при якому прояви синдрому на ЕКГ у спокої не спостерігаються, зрідка спостерігаються приступи тахікардії, або можуть індукуватися під час діагностичної кардіостимуляції[20][3][4];
- Транзиторний, коли прояви синдрому WPW реєструються лише протягом певного часу, а за певних умов також можуть чергуватися із нормальним синусовим ритмом.[20][4][22][23]

## Клінічна симптоматика
У багатьох випадках синдром WPW перебігає безсимптомно, і його можна виявити лише при електрокардіографічному обстеженні. Проте у 40—80 % випадків, переважно після фізичного або емоційного перенапруження, в деяких випадках після вживання алкогольних напоїв, у хворих виникають скарги на серцебиття, частіше ритмічне, іноді неритмічне, приступоподібне, яке супроводжується відчуттям «завмирання» в грудній клітці, що починаються і закінчуються раптово; також спостерігаються скарги на болі в грудній клітці, відчуття нестачі повітря, запаморочення, рідше — втрата свідомості або пресинкопальний стан. Ці приступи можуть припинитися при глибокому вдиху або затримці дихання. У деяких випадках у хворих виникають фібриляція шлуночків та зупинка серця. Приступи тахікардії можуть також супроводжуватися артеріальною гіпотонією, серцевою недостатністю, ішемію міокарду або головного мозку. На ЕКГ у пацієнтів із маніфестним синдромом WPW найчастіше спостерігаються реципроктні надшлуночкові пароксизмальні тахікардії із частотою серцевих скорочень до 200 уд/хв, рідше фібриляція передсердь, у 5 % хворих спостерігається тріпотіння передсердь із частотою 280—300 уд/хв. При прихованому або транзиторному синдромі WPW на ЕКГ можуть спостерігатися лише ознаки реципроктних надшлуночкових тахікардій без типових ознак синдрому — вкорочення інтервалу PQ, дельта-хвилі та подовження тривалості комплексу QRS, виявлення характерних змін на ЕКГ у цьому випадку можливе при черезстравохідній електрокардіостимуляції передсердь, у сумнівних випадках також можливе проведення діагностичної проби з аймаліном., а також дискордантне зміщення сегменту ST та зубця T по відношенню до комплексу QRS.

## Діагностика
Основним методом діагностики синдрому WPW є електрокардіографічне обстеження. Характерними ознаками синдрому є вкорочення інтервалу PQ переважно до 0,08—0,11 секунди, поява деформації початкової частини комплексу QRS із характерною «зазубриною» або «сходинкою», яку називають дельта-хвилею (δ-хвилею), та подовження тривалості комплексу QRS до 0,10—0,13 секунди. Електрокардіографічна симптоматика при синдромі WPW є досить різноманітною, та поділяється на кілька варіантів. Зокрема, тип А синдрому WPW, який характеризується передчасним збудженням базального відділу лівого шлуночка розподіляється натепер на два варіанти, які відрізняються напрямком дельта-хвилі на ЕКГ. Варіант І типу А характеризується направленням дельта-хвилі догори від ізоелектричної лінії, внаслідок чого комплекс QRS у відведеннях II, III, V1 — V5 має форму RS, а при варіанті ІІ типу А характеризується направленням дельта-хвилі вниз від ізоелектричної лінії, внаслідок чого комплекс QRS у відведенні І має форму QR. При типові В, при якому передчасно збуджується базальний відділ правого шлуночка, комплекс QRS являє собою високий зубець R, а у відведеннях III і V1, дельта-хвиля направлена вниз, у зв'язку із чим реєструється комплекс QS у відведеннях III та V1. Іноді у цих відведеннях регіструється низький зубець r та глибокий зубець S (rS), і тоді комплекс QRS у відведенні V1 має вигляд qrS. Рідко також фіксуються інші варіанти синдрому WPW. Зокрема, при типу АВ у відведеннях I, III та V6 комплекс QRS має форму, характерну для типу В, а у відведенні V1 дельта-хвиля направлена догори, що призводить до появи форми шлуночкового комплексу у вигляді rSy або Rs. Тип С синдрому WPW подібний за проявами на тип А, проте у відведеннях V5 та V6 комплекс QRS має форму qR або QR із вираженим зубцем Q. При синдромі WPW типу D, які пов'язані із проведенням додаткових імпульсів по пучкам Махейма та Джеймса і реєструються вкрай рідко, подібна на ЕКГ при типу В, проте у відведеннях V5 та V6 реєструється ізоелектрична дельта-хвиля та комплекс QRS у формі QS, який має нормальну ширину, причому інтервал PQ також має нормальну тривалість. У випадку маніфестованого синдрому WPW на ЕКГ спостерігаються надшлуночкові пароксизмальні тахікардії, часто із широкими комплексами QRS, рідше фібриляція передсердь або миготлива аритмія, екстрасистолія, у рідкісних випадках фіксуються також тріпотіння передсердь або фібриляція шлуночків. У сумнівних випадках проводиться черезстравохідна електрокардіостимуляція передсердь, у сумнівних випадках також можливе проведення діагностичної проби з аймаліном.
У діагностичному обстеженні при синдромі WPW застосовується також ехокардіографія для виявлення ймовірних структурних змін клапанів серця, стінок та перетинок серця, а також недіагностованих вроджених вад серця. При рідких приступах порушень ритму для діагностики синдрому WPW проводиться холтерівське моніторування, а для точного визначення місця проходження додаткового шляху проведення застосовується також черезшкірне електрофізіологічне дослідження серця із катетеризацією стегнової вени.

## Лікування
Пацієнти із синдромом WPW, у яких немає клінічних ознак серцевих захворювань та приступів аритмії, а синдром WPW проявляється у них лише змінами на ЕКГ, медикаментозного лікування не потребують. У випадку виникнення у таких хворих порушень ритму застосовуються антиаритмічні препарати. У випадку надшлуночкових пароксизмальних тахікардій застосовується внутрішньовенне введення аденозину, прокаїнаміду, аймаліну, етацизину, аміодарону, флекаїніду, пропафенону, соталолу або інших бета-блокаторів. У випадку фібриляції передсердь застосовується внутрішньовенне введення прокаїнаміду, дизопіраміду, етацизину, пропафенону, нібентану, аміодарону. Для купування приступів аритмії у таких хворих можуть також застосовуватися вагусні проби — проба Вальсальви, масаж каротидного синуса, натискання на очні яблука. При синдромі WPW протипоказане введення блокаторів кальцієвих каналів (верапамілу та дилтіазему) та дигоксину, оскільки ці препарати можуть призвести до скорочення рефрактерного періоду додаткових шляхів проведення, а також до збільшення частоти серцевих скорочень. Для профілактики приступів суправентрикулярної тахікардії хворі можуть застосовувати перорально пропафенон, соталол, флекаїнід, аміодарон., щоправда, у багатьох хвори може розвинутись резистентністьх до антиаритмічних препаратів за 1—5 років після початку їх застосування. Найефективнішим способом лікування синдрому WPW є радіочастотна абляція додаткових шляхів проведення імпульсу, яка виконується зазвичай після черезшкірного електрофізіологічного дослідження серця, прямими показами до якої є необхідність невідкладного відновлення синусового ритму при життєвонебезпечних аритміях та неефективності антиаритмічних препаратів, фібриляція шлуночків, непереносимість медикаментозного лікування, а також пацієнтам із високим професійним ризиком (зокрема, пілоти) та високим спадковим ризиком раптової смерті.